# Кисы
Кисы — традиционная обувь у коренных народов Крайнего Севера (ненцы, ханты, манси и др.), сшитая из камусов (шкуры с голени оленя), с плотной подошвой, высотой до колена, часто — с небольшим каблучком.
Кисы в отличие от уггов и унт – это обувь, которая шьется только из меха, взятого с голенища оленей. Ворс там достаточно жесткий, он не впитывает влагу, а более того, он отталкивает ее от своей поверхности. Кисы без труда обеспечат теплоту и сухость ног своего владельца, даже если температура будет ниже 50-60 градусов ниже нуля.
Кисы могут украшаться меховой мозаикой и/или бисером, орнаментальными полосками и чередованием светлых и тёмных полос, по центральной части головки и голени и по краю голени. Часто для конструктивных швов применяется разноцветное сукно. Внешне женская обувь отличается от мужской меньшей высотой и наличием украшений из цветных полосок на подъёме. Встречается обувь, украшенная мозаикой из меха.